# Errico Ruotolo
Errico Ruotolo (Napoli, 1939 – Napoli, 13 febbraio 2008) è stato un pittore, disegnatore, scultore, insegnante italiano.

## Biografia
Nato da una famiglia operaia durante il periodo della Seconda Guerra Mondiale, riesce fra molte difficoltà a studiare e frequentare l'Accademia di belle arti di Napoli, come allievo di Emilio Notte, diplomandosi nel 1962. Conclusi gli studi inizia a viaggiare, soggiornando per lunghi periodi all'estero. Fra gli anni sessanta e settanta, infatti, è dapprima a Parigi, successivamente si trasferisce a Monaco di Baviera ed infine risiede ad Amsterdam dove lavora in uno studio di un suo amico olandese.

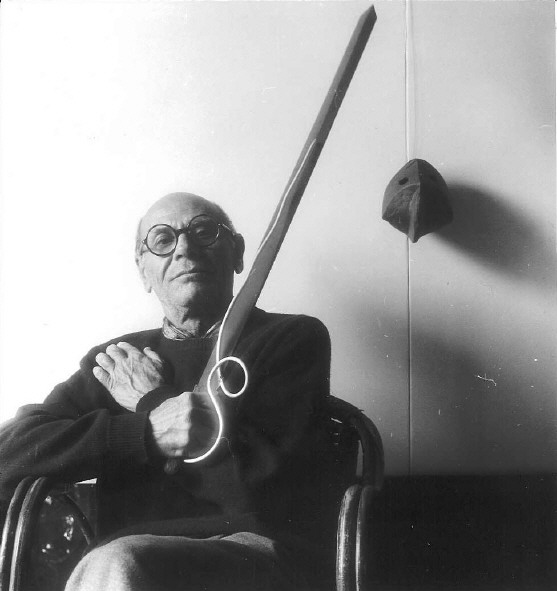
Nello studio di Napoli

La sua attività artistica, sempre legata a ricerche sperimentali e ad un certo impegno civile, ha inizio già dal 1956 quando vince il Premio Carta, Penna e Calamaio, a Brescia. La prima personale è del 1964, allestita alla Vetreria Anziate di Anzio; nel 1966 partecipa a Proposta '66, promossa dalla Galleria Cadario di Roma.
Sul finire degli anni sessanta sperimenta la tecnica dell'assemblaggio di materiali industriali e non, applicandoli sulla tela oppure creando delle sculture che definisce ‘oggetti’. Nel 1969 è tra i firmatari dell'atto costitutivo della “Galleria Inesistente”, con Barbati, Bravi, D'Arista, Palliggiano e Pisani.
Nel 1974 è invitato alla rassegna Arte-Impegno'74, mentre nel 1975 inizia la collaborazione con l'A/Social Group, partecipando alle azioni svolte all'interno dell'ospedale psichiatrico Frullone di Napoli (attività documentata nella XXXVII Biennale di Venezia, nel Padiglione italiano, sezione ‘Ambiente come Sociale’).
Negli anni novanta comincia ad inserire nell'impianto pittorico elementi a rilievo, modellati con gesso e ricoperti di garza. Il 1991 espone in The Modernity of Lyrism, mostra tenutasi alla Gummesons Gallery di Stoccolma, e al Joensuu Museum, in Finlandia.
Nel 1995 aderisce al gruppo “Orologio ad acqua” con il quale è presente, successivamente, nella mostra Viaggiatori senza bagaglio, allestita al Museo Nazionale Ferroviario di Pietrarsa, a Portici (Napoli).
Nel 2001 è invitato a Insorgenze del classico, allestita a Villa Campolieto. Nel 2003 espone una sua grande tela nell'ambito della mostra Living Theatre, labirinti dell'immaginario, tenutasi a Castel Sant'Elmo, a Napoli.
Del 2005 è la personale Gli Inediti di Errico Ruotolo, tenutasi presso la Fondazione Morra e, del 2007, quella dal titolo Errico Ruotolo – disegni del disonore, organizzata dalla Galleria Franco Riccardo Artecontemporanea di Napoli.
Nel gennaio del 2008 il Fondo Regionale d'Arte Contemporanea di Baronissi gli dedica una mostra retrospettiva.
Muore nella sua casa, nel quartiere di San Giovanni a Teduccio a Napoli, la mattina del 13 febbraio 2008.